# Vlag van León (provincie)
De vlag van de Spaanse provincie León bestaat uit een karmozijnrood of donkerpaars veld met in het midden het provinciale wapen. De vlag lijkt niet te zijn voorgeschreven door een specifieke tekst, maar wordt veel gebruikt door de provinciale overheid. De vlag die nu wordt gebruikt lijkt donkerder van tint te zijn. Het verband tussen de vlag van León en de banieren van het oude Koninkrijk León is niet duidelijk.
|  |  |

De oorsprong van de huidige vlag is onbekend, maar waarschijnlijk niet al te oud. De karmozijnrode vlag met het koninklijke wapen in het midden, eigen aan de Kroon van Castilië en de Spaanse Monarchie en het beantwoordt aan een vrij laat gebruik. Ten tweede werd de eerste beschrijving van een soortgelijke standaard gevonden door de schrijver en taalkundige Waldo Merino Rubio in de wet van 18 februari 1789 van het Boek van de Gemeentelijke Overeenkomsten (Filandón, Diario de León, 5 juni 1987). Volgens de wet van 18 februari 1789 was de standaard van de stad karmozijnrood, met zes kleine zilveren wapenschilden met gouden leeuwen en zijde. In het verleden moesten de vaandels die door de gemeenteraden werden bijgehouden vaak bij elke koninklijke proclamatie worden vernieuwd, dus het aantal wapenschilden was variabel. Iets terug is de standaard die wordt bewaard in het kantoor van de burgemeester van León met het wapen van de stad, met een leeuw Or en twee kleine wapenschilden aan de randen geborduurd op karmozijnrood damast. Volgens historicus Ricardo Chao was dit het vaandel van de stad León en stond het model voor de huidige vlag van León in de negentiende eeuw. Na verloop van tijd werd het ook het symbool van de provincie en de historische regio León. Tijdens de Spaanse democratische overgang ontstond er een Leonese autonomiebeweging. Deze Leonesistische beweging gebruikt een paarse vlag met in het midden een wapenschild met een gekroonde leeuw en een voormalige koninklijke kroon als wapenschild. De Leonese soevereinistische beweging gebruikte het wapen van de autonomiebeweging binnen een gele ster en zonder kronen.

Vlag van het koninkrijk León (910-1230)
Vlag van de historische regio León (1833-1983)
Vlag van de provincie León (1960-1965)
Vlag van de gemeente León